# Board of guardians

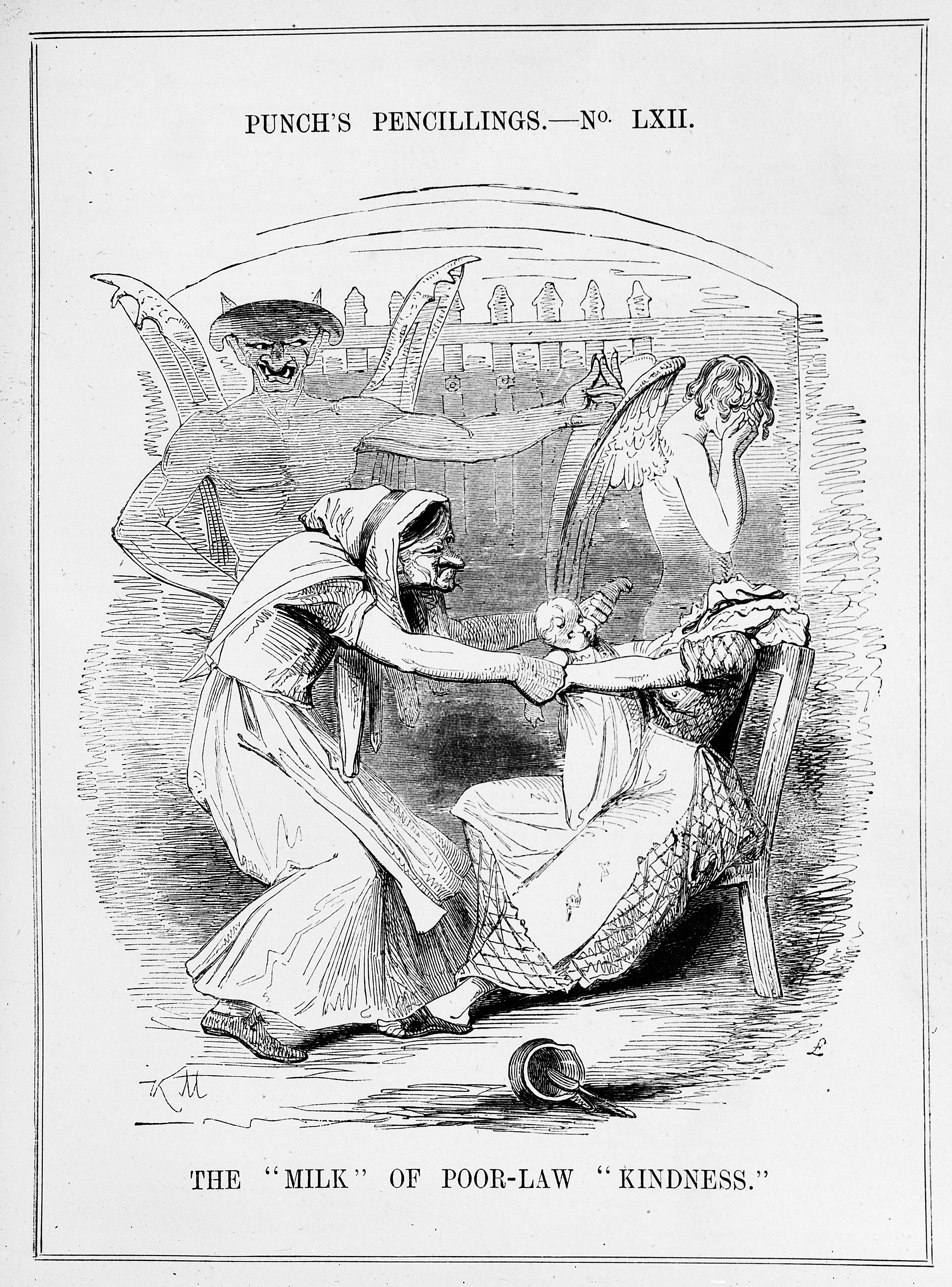
Il "latte" della "gentilezza" della legge sui poveri

Il Consiglio dei guardiani (Inglese: Board of guardians) fu un'autorità ad hoc che amministrò la Poor Laws (Legge sui poveri) nel Regno Unito dal 1835 al 1930.

## Inghilterra e Galles
I Consigli dei Guardiani furono creati con il Poor Law Amendment Act 1834, in sostituzione dei sorveglianti dei poveri parrocchiali stabiliti dalla vecchia legge sui poveri, seguendo le raccomandazioni della Poor Law Commission. I consigli amministravano le workhouses all'interno di un'unione definita dalla legge sui poveri composta da un gruppo di parrocchie, o per ordine della commissione per la legge sui poveri, o per consenso comune delle parrocchie. Una volta costituita un'unione non poteva essere sciolta o fusa con un'unione vicina senza il consenso del relativo consiglio direttivo.
Ogni consiglio era composto da guardiani eletti dai proprietari e dagli occupanti bona fide delle terre soggetti a pagare il tasso basso. A seconda del valore della proprietà posseduta, un elettore poteva esprimere da uno a tre voti. Gli elettori potevano nominare dei delegati per esprimere il loro voto in loro assenza. Laddove la proprietà fosse detenuta da una società, il suo organo direttivo poteva nominare un funzionario per esprimere il suo voto o i suoi voti.
Ogni parrocchia civile nell'unione era rappresentata da almeno un guardiano, mentre quelle con popolazioni più numerose o circostanze speciali ne avevano due o più. L'esatta costituzione di ciascun consiglio veniva determinata dai Commissari per la legge sui poveri.
I guardiani erano soggetti a elezioni annuali. Oltre ai guardiani eletti, ogni giudice di pace residente in una parrocchia dell'unione aveva il diritto di essere guardiano d'ufficio.
Non è stato per molto tempo chiaro se alle donne fosse permesso di vincere le elezioni nei consigli dei guardiani. Nel 1875 Martha Merington fu accettata come candidata per il Consiglio dei Guardiani di Kensington ed ebbe successo. La sua elezione fu confermata, anche se c'era molta opposizione. Fu squalificata dopo aver vinto un'altra elezione nel 1879 poiché stava cambiando casa il giorno delle elezioni e quindi non era sicuro se tecnicamente soddisfacesse i requisiti di proprietà in quel momento. Ad Ashton-under-Lyne Bertha Mason fu la prima donna ad essere eletta nel consiglio e prestò servizio fino a quando non si trasferì a Londra nel 1904.
Con il Public Health Act 1875 (38 e 39 Vict. c. 55), i consigli dei guardiani divennero autorità sanitarie rurali per tutte le aree al di fuori di un distretto municipale o di una città con un consiglio locale.
Il Local Government Act del 1894 modificò il sistema; i membri dei consigli distrettuali rurali di nuova costituzione divennero guardiani per le loro aree, con elezioni basate su una legge sui poveri limitate alle aree urbane. Allo stesso tempo furono aboliti i requisiti di proprietà, fu abolito il voto plurale e le donne poterono diventare guardiane. Il mandato di un guardiano fu aumentato a tre anni, con tutti i guardiani eletti e nessun membro del consiglio di amministrazione d'ufficio o nominato. I consigli di amministrazione potevano, tuttavia, cooptare un presidente, un vicepresidente e fino a due membri aggiuntivi esterni al proprio organo, a condizione che fossero qualificati per essere un guardiano allo stesso modo dei membri eletti.
I consigli dei guardiani furono aboliti nel 1930 con il Local Government Act 1929, quando i loro poteri e responsabilità passarono agli enti governativi locali e nazionali, compresi i comitati di assistenza pubblica.

## Irlanda

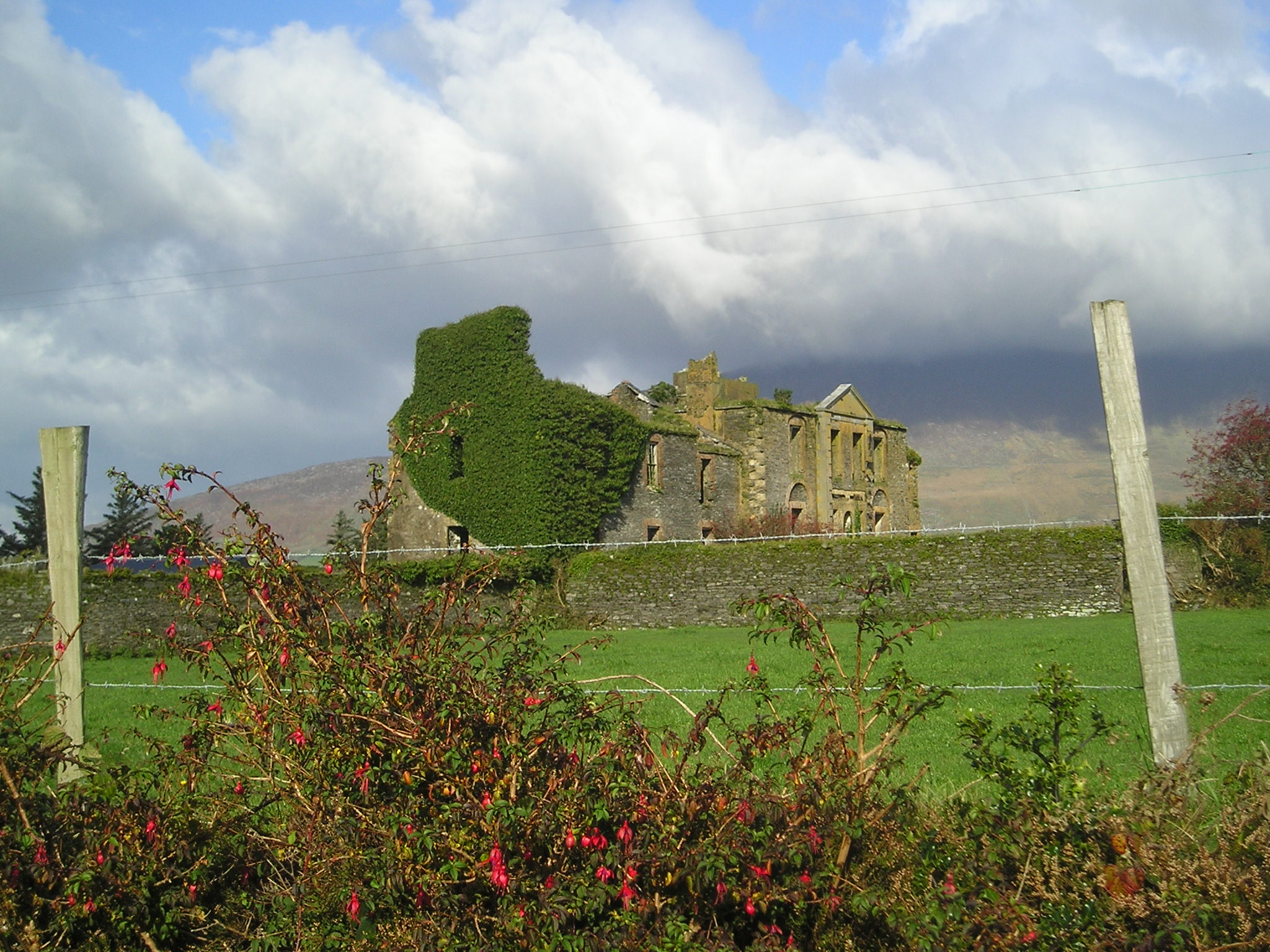
Rovina di una workhouse vicino a Cahirciveen.

Un sistema di legge sui poveri simile a quello dell'Inghilterra e del Galles fu introdotto in Irlanda nel 1838, con consigli di guardiani eletti dai contribuenti. Il sistema irlandese differiva da quello inglese e gallese, poiché la parrocchia civile non era usata come base per l'elezione dei guardiani. Al loro posto si formarono le divisioni elettorali mediante l'agglomerazione dei comuni. Il rapporto tra guardiani eletti e guardiani d'ufficio doveva essere di almeno tre a uno, con un'elezione da tenere tra i magistrati qualificati per posizioni d'ufficio se il loro numero superava il limite.
In seguito alla spartizione dell'isola nel 1922 i guardiani furono aboliti nello Stato Libero d'Irlanda nel 1925, venendo sostituiti dai County Boards of Health. I guardiani continuarono ad esistere fino al 1948 in Irlanda del Nord.

## Scozia
Sotto il sistema riformato introdotto in Scozia nel 1845, il soccorso dei poveri era responsabilità dei consigli parrocchiali nominati in ciascuna parrocchia civile, e non venivano formati consigli di tutela. Tuttavia le parrocchie adiacenti avrebbero potuto formare "combinazioni", per amministrare le case di lavoro.